# Husz Béla
Husz Béla (Felka, 1892. február 3. – Budapest, 1954. július 15.) botanikus, mikrobiológus, növénypatológus, a mezőgazdasági tudományok doktora (1952). Botanikai szakmunkákban nevének rövidítése: „Husz”.

## Életrajza
1892. február 3-án született Felkán. Szepességi német anyanyelvű, evangélikus családból származott. Szülei: Husz János községi tanító és evangélikus kántor, édesanyja Koch Ludmilla. Testvére: Husz Ödön.
Az eperjesi német nyelvű evangélikus kollégiumban érettségizett (1910), majd a Pázmány Péter Tudományegyetemen – az Eötvös Collegium tagjaként – biológia szakos középiskolai tanári oklevelet szerzett biológiai szaktárgyakból 1915-ben. A  Tudományegyetem Növénytani Intézet Laboratóriumának tanársegéde volt 1915–1917 között, bölcsészdoktori oklevelet 1919-ben szerzett. Egyidejűleg a budapesti Nagymező utcai fiúiskola ideiglenes, majd r. tanára, egyúttal a budapesti felsőkereskedelmi iskola és középiskola r. tanára (1916–1923). A Pázmány Péter Tudományegyetem Növényélet- és Kórtani Intézetében tud. munkatárs, majd kísérletügyi adjunktus (1923–1929). 1929-től a Kertészeti Tanintézet,  a Kertészeti Akadémia (1939-1942), ill. a Kertészeti és Szőlészeti Főiskola (1943-) Növénykórtani Tanszékének ny. r. tanára és a Tanszék vezetője (1929–1945).  A mezőgazdasági növények gomba okozta betegségei tárgykörből magántanári képesítést nyert (habilitált, 1936). 1936-ban (szervezeti átalakulás miatt ) a Magyar Királyi József Nádor Műszaki és Gazdaságtudományi Egyetem (Műegyetem) gazdaságtudományi karán magántanárként a Növénykórtani Tanszék vezetője. 1946-tól (szintén szervezeti átalakítás miatt) a Magyar  Agrártudományi Egyetem Kert- és Szőlészettudományi Karán a Növénykórtani Tanszékének és a Növényegészségügyi Intézetnek (1945-1946) vezetője volt.  1949–1954 között, haláláig a Növényvédelmi Kutatóintézet Növénykórtani Osztályának tud. tanácsadójaként kutatott. A mezőgazdasági tudományok doktora címet 1952-ben nyerte el addigi tevékenységéért.Budapesten élt és tevékenykedett, a Farkasréti Temetőben nyugszik. Sírját a Nemzeti Emlékhely és Kegyeleti Bizottság védetté nyilvánította (2004-ben).

## Munkássága
Husz Béla európai horizontú, kiterjedt szaktudású, rendkívül képzett szakember volt, méltó folytatója és követője annak az iskolának és szakmai irányvonalnak, amelynek alap vetői nálunk Linhart György, a kitűnő Istvánffi Gyula és Schilberszky Károly voltak. Kutatómunkája rendkívül sokrétű volt. Főleg a mikroszkopikus gombák rendszertanával és a kultúrnövényeket károsító gombabetegségekkel foglalkozott.
Kiterjedt szak- és népszerűsítő irodalmi tevékenységet folytatott, több mint 400 cikke jelent meg. Munkái elsősorban a „Botanikai Közlemények-"ben, a „Mezőgazdasági Kutatások"-ban, a „Magyar Gombászati Lapok"-ban, „Növényvédelem és Kertészet", a „Kertészeti Főiskola Közleményei"-ben, a „Köztelek"-ben, a „Magyar Gyümölcs"-ben, a „Kertészet és Szőlészet"-ben az olvasóktól türelmetlenül várva jelennek meg. Melyik gyakorlati kertész ne ismerte volna Husz Béla levelesládáját, amely kifogyhatatlan volt értékes és találó szaktanácsokban, bölcs útmutatásokban. Husz Béla a  három évtizednél terjedelmesebb munkássága szerves és értékes része a fejlődő magyar növényvédelmi tudománynak, és egyik kiváló fejezete a növénykórtan hazai történetének. Hatalmas tudományos életműve mellett csak végtelen szerénysége, a szakma iránti csillapíthatatlan szeretete és a fiatalok áldozatkész tanítása azok a jellemvonások, amelyeket mély elismeréssel kell illetnünk.
Növényvédelmi, növénykórtani, kertészeti növénytani alapkutatásokkal és alkalmazott mikológiával, elsősorban a mikroszkopikus gombák rendszertanának és a kultúrnövények gombabetegségeinek kérdéseivel foglalkozott. Elsőként mutatta ki hazánkban a Colletotrichum atramentarium nevű kórokozó gombát, úttörő munkát végzett a mikroorganizmusok felhasználására a biológiai védekezés területén. Új, nemzetközileg is jelentős módszert dolgozott ki a búzafajták szabadföldi rozsdafertőzöttségének összehasonlítására, amely főként a magyarországi búzanemesítés számára bizonyult értékesnek. Vizsgálta továbbá kajszibarackfák gutaütéses betegségét, különböző ipari növények gyökérzetének golyvás megbetegedéseit, de tanulmányozta a magyarországi növénykórtan történetét is. Tudománynépszerűsítő tevékenysége is jelentős, az első korszerű növénykórtani könyv szerzője. Fő műve, a konídiumos gombák (Fungi Imperfecti) nagymonográfiája részben kéziratban maradt. 
A Növényegészségügyi Tanács (1913–1914) és a Darányi Ignác Agrártudományi Társaság tagja (1935-től).

## Főbb munkái
- Adatok a Magas-Tátra és a Szepesség mikroszkopikus gombaflórájának ismertetéséhez. Egy. doktori értek. (Bp., 1919 és Botanikai Közlemények, 1921)
- A burgonyarák. (Növényvédelem, 1925)
- A rozsdagombák heterothallismusa és a rozsdapycnidiumok feladata. Összefoglaló ismertetés. (Botanikai Közlemények, 1929)
- Néhány adata a gyümölcsfák gyökérgolyvájához. (Kertészeti Szemle, 1930)
- Baktériumos gyökérgolyva. (Növényvédelem, 1931)
- Adatok a magyar búzarozsda kérdéséhez. (Mezőgazdasági Kutatások, 1932)
- Mikroorganizmusok felhasználása a biológiai növényvédelemben. (A magyar orvosok és természetvizsgálók nagygyűlésének munkálatai, 1933)
- Gyümölcsfáink permetezése. (Kertészeti Szemle, 1933)
- Növénykórtani jegyzet. H. B. előadásaiból összeáll. Medveczky Antal. (Bp., 1934)
- Gyümölcstermelési és gyümölcsfavédelmi útmutató. Összeáll. Mahács Mátyással. (Bp., 1934
- 3. kiad. 1936)
- Néhány hervadásos növénybetegség hazánkból. (Botanikai Közlemények, 1935)
- Megemlékezés Schilberszky Károlyról. (Folia Crytogamica, 1936)
- A szilfavész. – Két újabb járványos növénybetegség hazánkban. (Természettudományi Közlöny, 1936)
- Schilberszky Károly emlékezete. (Botanikai Közlemények, 1938)
- Kertészeti növénytan. H. B. előadásai. (Bp., 1938)
- A hollandi szilfavész. (Természettudományi Közlöny, 1939)
- Virágbepermetezés és a méhek. – Nyúlrágta fák ápolása. – A fagyott alma felhasználása. – Gyümölcsfa-permetezéseink a réztakarékosság jegyében. – A bór jelentősége a növények táplálkozásában. – A cink jelentősége a növények táplálkozásában. (Természettudományi Közlöny, 1940)
- Megfigyelések az alma törpeszártaguságáról. (A Magyar Kir. Kertészeti Akadémia Közleményei, 1940 és külön: Pécs, 1942)
- A kajszibarackfa gutaütéséről. (Természettudományi Közlöny, 1941)
- A kajszi gutaütés egyik esete. – Egy új lenbetegség. (Köztelek, 1941)

- A beteg növény és gyógyítása. Monográfia. 32 táblával és 66 szövegképpel. (A Kir. Magyar Természettudományi Társulat kiadványa. Bp., 1941) Nagy Rauger-díjjal elismert könyve (a Kir. Magyar Természettudományi Társaság díja)

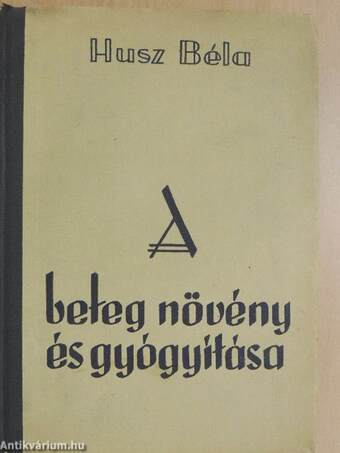
Nagy Rauger-díjjal elismert könyve (a Kir. Magyar Természettudományi Társaság díja)

- A rézgálichiány. – A gyümölcsfák terméketlensége. (Természettudományi Közlöny, 1942)
- A bimbólikasztóbogár leküzdése újabb megvilágításban. – 1942. évi kísérletek rézgálic-pótlószerekkel a gyümölcsösben. (Borászati Lapok, 1942)
- Gyümölcs-xeniák. (Természettudományi Közlöny, 1943)
- Előmunkálatok a meggy terméshozamának fokozásához. (A Magyar Kir. Kertészeti és Szőlészeti Főiskola Közleményei, 1943)
- Kertészeti növénykórtan. H. B. előadásai. (Bp., 1943)
- Háborús permetezés. (Bp., 1944)
- A kolorádói burgonyabogár Ausztriában. – Kétszer termő körtefa. – Vavilov emlékezete. (Természettudomány, 1946)
- Mikológiai vizsgálatok pusztuló kajszifákon. (Magyar Gombászati Lapok, 1947)
- A vészes tulipánfoltosság Magyarországon. Podhraszky Jánossal. (Az ATE Kert- és Szőlőgazdaság-tudományi Karának Évkönyve. 1950. Bp., 1951)
- A növénybetegségeket okozó konídiumos gombák meghatározása és rendszere. Részlet-monográfia. (Bp., 1951)
- Honosítás alatt levő növényeink 1951-ben észlelt betegségei. – A rizs bruzonés barnulása. (Növényvédelem, 1951)
- A gabonafélék gombabetegségei. – Kapásnövények betegségei. – Ipari növények betegségei. (A növényvédelem gyakorlati kézikönyve. Szerk. Kerekes Lajos és Ubrizsy Gábor. Bp., 1951)
- A növényvédelem gyakorlati kézikönyve (többekkel Budapest, 1951)
- A növénykórtan története. – A gombák életmódja, fertőzési viszonyai és járványtana. (Növénykórtan. I. köt. Szerk. Ubrizsy Gábor. Bp., 1952)
- Über die Colletotrichum-Welkekrankheit der Kartoffel in Ungarn. (Acta Agronomica, 1953).